# Karabalçık, Osmangazi
Karabalçık là một xã thuộc quận Osmangazi, tỉnh Bursa, Thổ Nhĩ Kỳ. Dân số thời điểm năm 2011 là 741 người.